# 爱知大学
愛知大學（日语：／ Aichi daigaku），简称：愛大（あいだい），是日本一所本部位於愛知縣名古屋市的私立大学，前身為清光绪27年（1901年）創立的上海東亞同文書院。校名於1946年改為現在的愛知大學。愛大是日本漢學中心之一，也是日本中部地方唯一的舊制文科大學。

## 概要

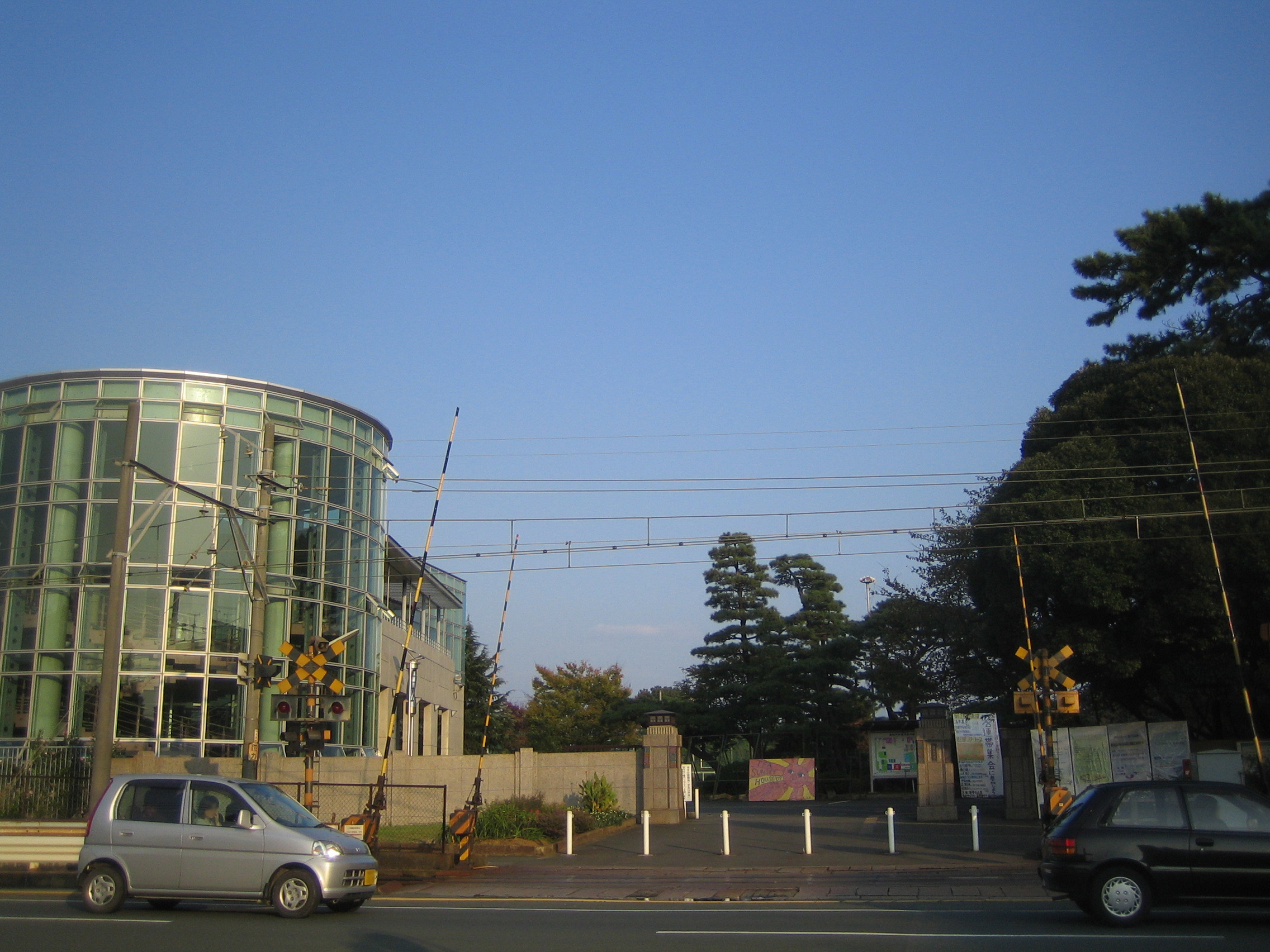
豐橋鐵道渥美線愛知大學前站

爱知大学前身为“东亚同文书院”（后改为东亚同文书院大学），于清光绪27年（1901年）在中国上海創立，是日本的海外高等教育机构中，具有最长历史的学校。当时贵族院议长的近衛篤麿创设了东亚同文会。东亚同文会的理念是通过教育文化事业促进日中友好事业，并为了培养相关人材而设立了东亚同文书院大学。
上海是亚洲最大的国际都市，是当时文化和时尚发祥地，学校在尊重学问自由的学风基础上培养了许多中国和亚洲的人材，但民國34年（1945年）在日本战败之后东亚同文书院大学为中華民國政府接管，在历经半世纪之后才落下了历史帷幕。随后，曾担任过该大学最后一任校长的本間喜一（后任最高裁判所事务总长）决心重建大学。1946年5月应本间校长的呼吁，原东亚同文书院大学的众多教职员、学生集结一起，于同年11月15日诞生了日本中部地方唯一的旧制文科大学。
發展至今的爱知大学，在爱知县内有三处校区，是有7个学部、短期大学部和7个研究生院的文科综合大学。爱知大学秉持“贡献世界文化与和平”、“培养具有国际素养和视野的人才”、“贡献地区社会”的建校精神。

## 組織

### 大學本科
- 法學部 
  - 法學科
- 經濟學部
  - 經濟學科
- 經營學部 
  - 經營學科
  - 會計金融學科
- 現代中國學部 
  - 現代中國學科
- 国际語言文化交流學部 
  - 英語學科
  - 比較文化學科
- 文學部 
  - 人文社會学科
- 地區政策學部 
  - 地區政策學科

### 研究生院
- 法學研究科
- 經濟學研究科
- 經營學研究科
- 中國研究科
- 国际語言文化交流研究科
- 文學系研究科
- 法科大學院

### 短期大学
- 生活設計総合學科

### 附属研究所（研究中心）
- 名古屋校区
  - 国际问题研究所（1948年创立）
  - 中日大辞典编纂所（1955年创立）
  - 经营综合科学研究所（1966年创立）
  - 国际中国学研究中心（2002年创立）
- 丰桥校区 
  - 综合乡土研究所（1951年创立）
  - 中部地方产业研究所（1953年创立）
  - 东亚同文书院大学纪念中心（1993年创立）
  - 三远南信地域联合中心（2004年创立）
  - 人文社会学研究所（2015年创立）

## 知名校友

### 文化人
- 酒見賢一：小说家
- 坪井令夫：創作歌手、廣播主持人
- 鄭允鹤：男子音樂組合（超新星成員）
- 東松照明：攝影師
- 平松礼二：畫家

### 運動員
- 岩瀨仁紀：日本職棒選手

## 相关链接
- 日本大学列表
- 東亞同文會
- 近衛篤麿：東亞同文书院创设者、华族、贵族院议长。
- 大津麟平：第4代东亚同文书院院长、官僚。
- 近衛文麿：第5代东亚同文书院院长、政治人物、日本內閣總理大臣。